# جوليان هيرنانديز سانتيلان
جوليان هيرنانديز سانتيلان (من مواليد 6 أبريل 1963 في نويفو ليون) هو سياسي مكسيكي ينتمي إلى حزب العمل الوطني. خدم هيرنانديز سانتيلان في مجلس النواب بالكونغرس المكسيكي. في انتخابات ولاية نويفو ليون لعام 2006 تم انتخابه نائبًا محليًا للخدمة في كونغرس نويفو ليون من عام 2006 إلى عام 2009. وهو الزعيم الحالي لفصيل حزب العمل الوطني في الكونغرس.